# Brittany CoxXx
Adrian Cortez (Nueva Orleans, Luisiana; 19 de julio de 1978 - Fort Lauderdale, Florida; 6 de diciembre de 2016), más conocida por el nombre artístico de Brittany CoxXx, fue una actriz estadounidense de pornografía gay y transexual. CoxXx tuvo una exitosa carrera en la pornografía gay bajo el nombre de Stonie antes de realizar la transición de hombre a mujer a finales de 2005. Hizo un cameo en la película de 2006 Borat.

## Primeros años
Cortez nació el 19 de julio de 1978, hijo de Perry Cortez Sr. y Deborah (de soltera Waguespack) en Nueva Orleans (Luisiana), y tuvo tres hermanos. Bajo el nombre artístico de Stonie, comenzó a trabajar en la pornografía gay y transexual en 1999.

## Carrera artística

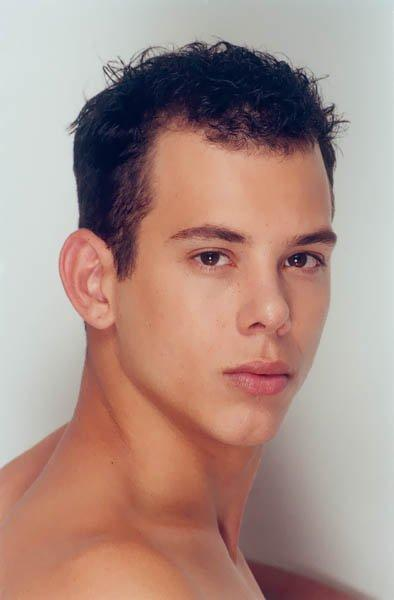
CoxXx cuando aparecía como Stonie en la pornografía gay.

Tras varias actuaciones con las producciones L.A. Heat de Gary McKay, Cortez (bajo el nombre de Stonie) firmó un contrato exclusivo con el director del Salón de la Fama GayVN Paul Barresi. El contrato era inusual porque incluía beneficios que rara vez se ofrecen en la industria para adultos. En 2006, su carrera había incluido más de 60 producciones y había participado en todos los principales estudios de porno gay. Entre los elogios recibidos, se le describía como la Kate Moss del porno gay y "el chico con el culo más caliente". De hecho, Mickey Skee describió a la estrella como "uno de los culos más calientes del negocio desde el de Joey Stefano" y Jason Sechrest comentó que era un "súper culo insaciable con un deseo sexual sin igual".
El trabajo de Cortez a menudo incluía "papás dictatoriales" y temas autoritarios, disciplinarios o militares. Al interpretar papeles subordinados a "papás dictatoriales", Cortez estaba bien emparejada con Barresi, ya que AVN ha dicho que los esfuerzos de dirección de Barresi la convirtieron "indiscutiblemente en el rey de los vídeos de temática militar". Muchos de los vídeos autoritarios se hicieron con Barresi y su estudio Regiment Productions (como Brig Brats, Carnal Cadets, y Wild Blue), aunque un vídeo fetiche de azotes se rodó con Control-T Studios y un vídeo de bondage Roped Trick con Tom McGurk.
Cortez apareció en una escena con J.T. Sloan, actor galardonado con el Premio al Artista Gay del Año en los Premios GayVN en 1995, en la producción de Pacific Sun Entertainment Daddy Please!, en el año 2000. Trabajando con All Worlds Video, realizó White Lies, Father Figure, en la que apareció con Sam Crockett. También grabó para la secuela de Father Figure 2. Para Catalina Video, apareció en un trío con Jason Sizemore. Los dos también aparecieron juntos en la producción de Studio 2000 Straight Up.
Recibió una nominación en la categoría de Mejor Revelación en los Premios GayVN de 2001, Apareció en la producción de Men of Odyssey Caesar's Hardhat Gang Bang, que ganó el Premio GayVN 2001 al Mejor Vídeo de Temática Étnica.

## Cameo deBorat
En el año 2006 se estrenó la controvertida comedia Borat, protagonizada por Sacha Baron Cohen. En lo que se describió como uno de los mejores gags de la película, el personaje central Borat Sagdiyev muestra fotografías suyas con su hijo Hooeylewis, supuestamente de 13 años, interpretado por Cortez, a un profesor de etiqueta. En una de esas fotos, Hooeylewis aparece desnudo y "acunando a su padre en brazos", mientras que en otra "Borat [está] en cuclillas haciendo la señal del pulgar hacia arriba a un primer plano de la gran dotación de su hijo".
RadarOnline volvió a publicar el informe de la revista Radar sobre la estrella del porno que aparece como hijo de Borat. Los productores de Borat se pusieron en contacto por primera vez [con el mánager de Stonie, David Forest] en junio de 2005, según cuenta a Radar. "Querían encontrar a alguien que pareciera tener 13 o 14 años, pero que en realidad fuera mayor de edad y pudiera hacer un desnudo frontal", recuerda. Cortez les vino inmediatamente a la mente, dice, porque "es un chico de complexión pequeña pero tiene un órgano grande".
Comentando la aparición, Queerty señaló que, a pesar de que Borat explotaba "los genitales de su hijo", Sacha Baron Cohen no invitó a Cortez al estreno de Borat. Forest sí comentó que la estrella "ganó mucho más por la sesión de fotos [de Borat] de lo que [ella] habría ganado si hubiera sido para una compañía para adultos. Nos pagaron una buena suma de dinero".

## Transición

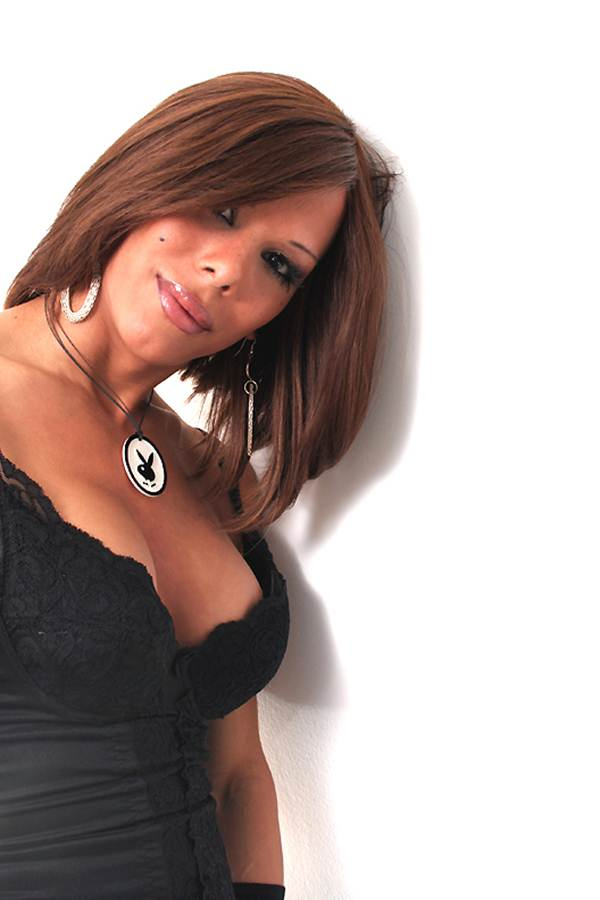
Brittany CoxXx, tras su transición.

Las últimas apariciones de Cortez en el porno gay se filmaron en 2005, aunque estos trabajos siguieron publicándose hasta 2006. Su transición comenzó a finales de 2005 y duró aproximadamente un año, tras el cual adoptó el nombre artístico de Brittany CoxXx. A principios de 2008, el agente David Forest confirmó su regreso a las producciones de cine para adultos, siendo su primera actuación en Brittany's Transformation, en colaboración con Barresi, en quien confiaba y respetaba tras su anterior trabajo juntos. CoxXx declaró que estaba "realmente deseando trabajar de nuevo con Pleasure Productions y Paul Barresi", añadiendo que es "curioso cómo suceden las cosas en la vida. Todo parece cerrar el círculo".
La película Brittany's Transformation contaba la historia de su transición y fue bien recibida. Barresi organizó la financiación de la película y decidió incluir imágenes antiguas de Stonie para contar su transición. Barresi describió la película como diferente a cualquier otra película transexual realizada anteriormente. La película fue nominada en los Premios AVN de 2009 en la categoría de Mejor película de temática transexual, y CoxXx fue nominada en la categoría de Artista transexual del año. Hablando de Brittany's Transformation, CoxXx comentó que "como esta es mi primera película como mujer -con mi nuevo cuerpo, que por cierto me encanta- es una experiencia totalmente nueva en pantalla para mí y para los espectadores". En la escena final de la película formó pareja con Christian XXX.
J.C. Adams comentó que la interpretación transexual de CoxXx "puede ser la primera vez que un actor gay para adultos se somete al cambio y reaparece como actor MTF. Jason Sechrest afirmó que CoxXx fue el primero en pasar de actor gay a actriz transexual, describiendo la película como "innovadora", pero la actriz transexual para adultos Stasha lo hizo a principios de la década de 1990, llamando la atención tras haber actuado previamente en el porno gay bajo los nombres de Angelo y Steven Moore antes de cambiar a Stasha. Según el editor de Gay Porn Times, J.C. Adams, el reportaje sobre la transición de CoxXx estuvo entre las 10 historias más populares que la revista cubrió en 2008. Chi Chi LaRue comentó las dificultades a las que se enfrentó CoxXx, observando que "fue más feliz una vez que hizo la transición", pero mucha "gente no le mostró su apoyo ni respetó su decisión".

## Tras su retiro y fallecimiento
CoxXx dejó la industria para adultos en 2009 y se trasladó a Florida, donde pasó varios meses en el hospital luchando contra la hepatitis B y una enfermedad hepática. En enero de 2010, se informó de que su hepatitis era casi indetectable y se estaba recuperando bien. En septiembre, CoxXx fue reportado como totalmente recuperado e hizo una aparición en vivo en Micky's en West Hollywood (California), robando el show. CoxXx comenzó un negocio en Fort Lauderdale, Couture Visions Photography, que poseía y operaba hasta su muerte.
CoxXx murió en Broward Health, en la ciudad de Fort Lauderdale (Florida) el 6 de diciembre de 2016, a los 38 años de edad. Le sobrevivieron su padre, dos de sus hermanos y su abuela paterna. CoxXx fue recordada con cariño por figuras de la industria para adultos. Chi Chi LaRue la describió como una "verdadera original" que fue "muy hermosa tanto en su vida como en la de ella". y "agarró el toro por los cuernos y lo hizo a su manera. La echaremos mucho de menos. Descansa en paz, dulce ángel". El presidente de JRL Charts reflexionó sobre el hecho de que McKay le presentara a Stonie, a quien describió como un "joven optimista que tenía grandes esperanzas de hacer carrera en la industria del cine gay para adultos [que] se convirtió en un verdadero amigo durante muchos años... La echaré mucho de menos".